# 1435 en santé et médecine
| Années de la santé et de la médecine : 1432 - 1433 - 1434 - 1435 - 1436 - 1437 - 1438    |
| Décennies de la santé et de la médecine : 1400 - 1410 - 1420 - 1430 - 1440 - 1450 - 1460 |

Cet article présente les faits marquants de l'année 1435 en santé et médecine.

## Événements
- 13 avril : fondation à Haussonville en Lorraine, près de Nancy, par Jean, seigneur du lieu, et Irmension Dautel, son épouse, d'un hôpital « pour venir en aide aux mendiants et aux pèlerins[1] ».
- Fondation de l'hôpital de Jérusalem à Bruges, dans le comté de Flandre par Pierre d'Adornes et sa femme Isabelle Bradericx[2].
- Fondation d'un hôpital à Auxonne, en Bourgogne, par Amiot Regnard, l'ancien ayant été totalement détruit par les flammes en 1418[3].
- Fondation de la Surgeons' Fellowship (« Compagnie des chirurgiens ») de Londres[4].
- Des léproseries (leper houses) sont mentionnées à Cowgate (Lynn) et West Lynn (en) dans le comté de Norfolk en Angleterre[5].
- Dernière vague d'épidémie signalée dans l'Empire byzantin[6].

## Personnalité
- Fl. Slawa de Varsovie, seule femme médecin juive attestée en Europe orientale, et dont le mari signe en son nom un accord selon lequel elle-même s'engage à soigner un veuf de la maladie qui a tué sa femme, et à ne pas percevoir d'honoraires si le traitement ne réussit pas[7].

## Naissance
- Vers 1435 : Ulrich Ellenbog (de) (mort en 1499), chirurgien à la cour du Tyrol, auteur d'un traité « sur les vapeurs et les fumées toxiques » (Von den giftigen besen Tempffen und Reuchen) destiné aux forgerons d'Augsbourg, paru en 1473 et premier ouvrage connu de « médecine du travail[8] ».

## Décès
- Avril : Amplonius Rating de Berka (né entre 1363 et 1365), docteur en médecine, fondateur à Erfurt du collège de médecine et de la bibliothèque qui portent son nom[9],[10].
- Nicolas de Le Horbe (né à une date inconnue), médecin des ducs de Bourgogne Jean sans Peur et Philippe le Bon[11].